# Сельское поселение «Село Борищево»
Сельское поселение «Село Борищево» — муниципальное образование в составе Перемышльского района Калужской области России.
Центр — село Борищево.

## Население
| 2010 | 2012 | 2013 | 2014 | 2015 | 2016 | 2017 |
| ---- | ---- | ---- | ---- | ---- | ---- | ---- |
| 268  | ↘254 | ↗255 | ↘249 | ↘248 | ↘243 | ↘230 |
| 2018 | 2019 | 2020 | 2021 |      |      |      |
| →230 | ↘228 | ↘225 | ↗264 |      |      |      |

## Состав сельского поселения
| № | Населённый пункт | Тип населённого пункта       | Население |
| - | ---------------- | ---------------------------- | --------- |
| 1 | Борищево         | село, административный центр | ↘240      |
| 2 | Орля             | деревня                      | ↘2        |
| 3 | Родники          | деревня                      |           |
| 4 | Садки            | деревня                      | ↘26       |